# 名曲喫茶ヴィオロン
名曲喫茶ヴィオロン（めいきょくきっさヴィオロン）は、東京都杉並区阿佐谷北にある名曲喫茶である。

## 概要
1979年に当時26歳の寺元健治が創業した、店内で主にクラシック音楽を流す喫茶店である。2009年時点で約300枚のSP、同じく約300枚のLPを所蔵している。また、分野を問わずその時代の最高の音を残したいという思いから、美空ひばりのSPをほぼ揃えている。

## 開店までの経緯
寺元は学生の頃から中野の名曲喫茶クラシックに通っており、店内のオーディオ修理などを任されていた。クラシックの店主美作七朗の「本物を見なさい」という教えもあって寺元は大学卒業前にヨーロッパを周遊し、各コンサートホールをめぐって耳を鍛えた。帰国後は一時就職したものの、やはり美作に勧められてヴィオロンを開いた。

## 建物

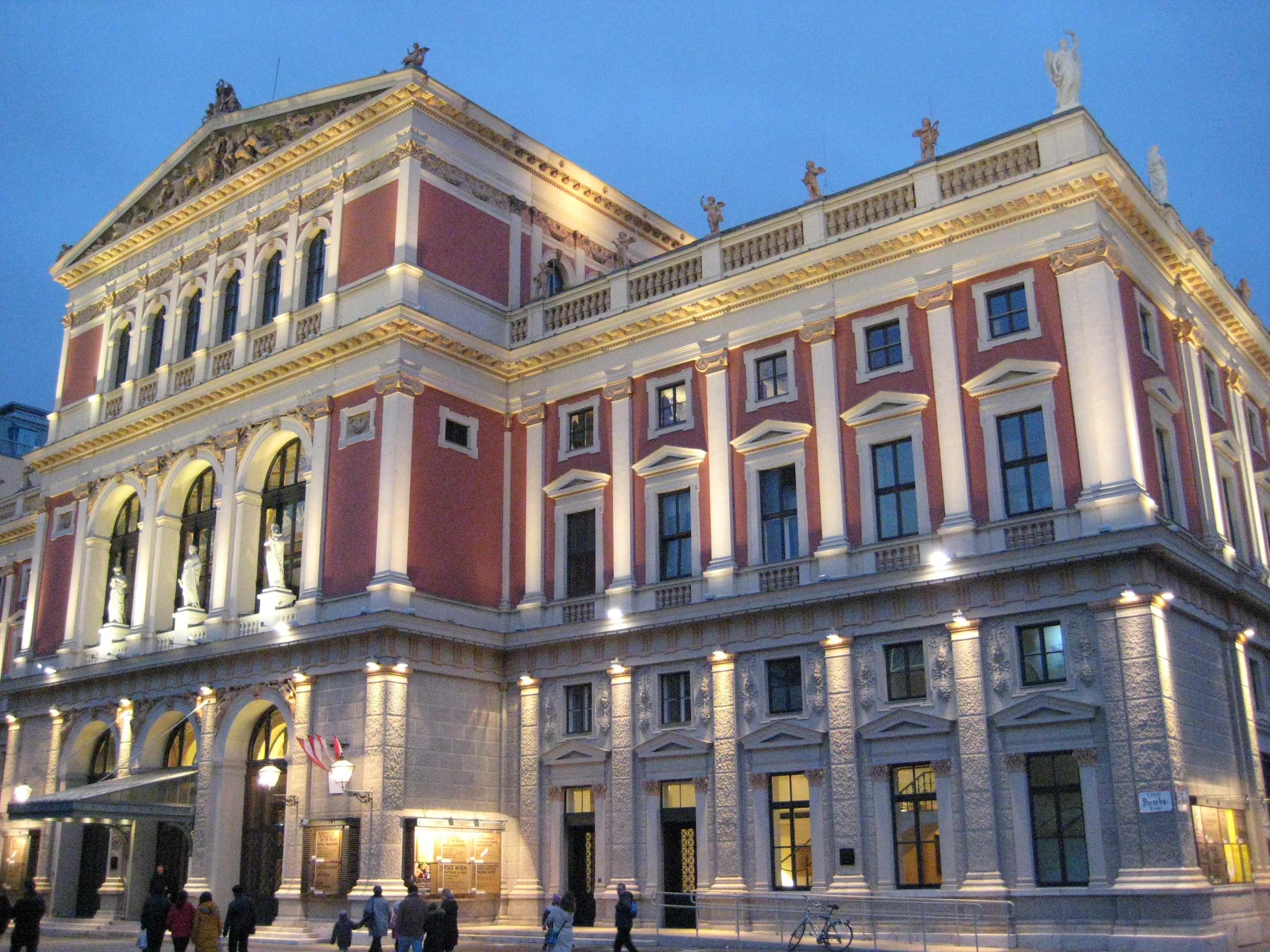
ウィーン楽友協会

もともとは寺元の「オーディオ制作のための実験室」にするために一から設計されたものであり、設計から壁の漆喰塗りまで、9ヶ月かけて寺元自身が手がけた。
建物の構造はウィーン楽友協会を参考にしており、25分の1サイズで再現されている。なお、建築雑誌で読んだ楽友協会のサイズが正確なものか確認するため、寺元はメジャーを持って実際に現地に測りにいった。
音楽がより広く店内に響き渡るように、店内はシューボックス型コンサートホールのような、高低差のある2段作りとなっている。具体的には中央の席を一段下げており、さらにスピーカーをオペラハウスのオーケストラピットのように、さらに一段低い場所に設置している。また、床に空洞を作ることで店全体が鳴り響くようにしている
店内には人形劇のための人形や、弦楽器のオブジェ、名曲喫茶クラシックの店主で寺元と親交のあった美作七朗の美人画などが飾られており、さらにはコンサートなどに用いられるピアノも設置されている。
席数は30で、スピーカーに向かって革張りの椅子が並んでいる。また、棚にはスペア用の真空管や部品が並べられている。なお、店内は禁煙である。

## 音響システム
開店以来、オーディオシステムは全て寺元が自ら手がけており、今までに100本以上のスピーカーを自作している。正面に鎮座するスピーカーはコーン紙から作っており、パーチメント・コーン紙という純度の高いパルプ紙を使っている。また、平面の板をスピーカーに貼り付けることで、後ろに出る音も壁を伝わってブレンドさせている。さらには平面スピーカーの背面の壁は音響効果のため丸く弧を描いている。真空管アンプについては、「1番良質な音を生む」とされる1930年代から1940年代のものを蚤の市で購入し使用している。
なお、店内でかけるのはLPとSPのみであり、SP再生の際にのみラッパ式ホーンが用いられる。また、蓄音機はビクター製の「クレデンザー」で、その針はヨーロッパへ行って仕入れてきている。

## 名曲喫茶クラシックとの関係
中野にあった名曲喫茶クラシックは寺元に大きな影響を与えた。その出会いは高校時代にまで遡る。
幼い頃から蓄音機から流れる音楽に惹かれ、ゲルマニウムラジオやアンプを作っていた寺元は、秋葉原の電気街での就職を目指し、家出同然で佐賀県から上京した。1969年に高校の友人に勧められて名曲喫茶クラシックを初めて訪れたところ大きな衝撃を受け、以後毎日のように通った。店主の美作七朗と親交を深め、朝昼晩の食事などを提供されるうちに、寺元は店のアンプやスピーカーの修理を担うようになった。
高校卒業後は美作から勧められて大学の理工学部に通ったが、卒業間際になって「レコードになる前の音を自分の身体で覚えよう」と思い立ち、美作の「いろんな『感性』を勉強しなさい」「本物を見なきゃダメ」という言葉のもとヨーロッパを周遊した。ウィーンやフランスを拠点として、ヨーロッパ各地のコンサートホールを訪れた。なお、その後も2年に1回程度海外に足を運び、オーディオの部品などを購入している。
帰国後は一旦就職するものの、やはり美作の勧めもあり、コーヒー豆の調達などを協力してもらって1979年26歳の時にヴィオロンを開店した。ヴィオロンを開いてからも、定休日には互いの店に顔を出した。
また、画家でもあった美作が自身の絵を売ってまで手に入れたRCAのスピーカーに寺元は強く惹かれ、自らの手で作りたいという思いを抱いていた。その後、文献を探してスピーカーの権利を持つ人物に会いにゆき、権利金を払って製作の許可を得た。また、先述のクレデンザーは、「これで『耳の勉強』をしなさい」と美作に選定してもらったものである。
なお、美作が亡くなった時は最後まで手を握っており、その後分骨をされた。また、美作の娘の良子が店を継いだ後も、クラシックの機械が故障した時にはすぐに駆けつけていた。
クラシックの閉店後は、その一角をそのまま「ヴィオロン」の店内に移築した。また、2017年9月8日（金）から2018年3月25日（日）にかけては、東京都杉並区高円寺の名曲喫茶ルネッサンス、東京都国分寺市の名曲喫茶でんえんとともに、美作の生誕110年を記念した作品展を開催した。

## 店内イベント
「僕が美作さんにしてもらったことを若い人たちに伝えられたら」という寺元の思いから、若い芸術家などに発表の場を提供している。毎日19時ごろからライヴを開いており、クラシック音楽のコンサートや演劇、詩の朗読会やアコーディオンの演奏会が行われている。入場料は原則飲み物付きで1000円。
また、毎月第3日曜日の18時からは、「世界の名機」と謳われる1925年製の蓄音機「クレデンザー」を用い、「21世紀にこれだけは残したいSPの名演奏」と題したSPコンサートを行なっている。
2006年には、阿佐ヶ谷出身の2人による劇団「スパンドレル/レンジ」が前衛劇「中央線」を上演した。役者が喫茶店の客や従業員を装っているため、いつ芝居が始まったのか不明瞭で、観客が知らぬ間に役を与えられるという趣向であった。なお、役者を店員と勘違いした客がコーヒーを注文するという事態が起きた。

## メニュー
「この店は私物ではなく共有のもの」「ドアを開けた時に、ふわっと音楽の空気が伝われば。お客さんが何時間過ごしても疲れない店にしたい」という思いから、食べ物の持ち込みを自由としており、コーヒー代を一度払えばその日は何度も出入りが自由。コーヒーには好みに応じてブランデーを加えることができる。
| 時期   | 値段                                                               | 備考                                                     |
| ------ | ------------------------------------------------------------------ | -------------------------------------------------------- |
| 1999年 | コーヒー350円。自家製レアチーズケーキ、チョコレートケーキは250円。 | コーヒー以外の飲み物についての記載はない                 |
| 2001年 | コーヒー、紅茶、オレンジジュースが各350円。その他。                | 食べ物の記載はない                                       |
| 2008年 | 飲み物は350円均一。                                                | 具体的な飲み物の種類と食べ物の値段についての記載はない   |
| 2018年 | コーヒー450円。                                                    | レアチーズケーキとチョコレートケーキについての記載はない |

なお、クレジットカードは利用できない。

## 著名な常連客
- 別役実 - 劇作家[18]

## ヴィオロンが登場する映画
- 坪田義史監督『美代子阿佐ヶ谷気分』 - 美代子が友人に会う場所として登場している[19][20]

## 営業時間
- 12:00~23:00[6]
- 火曜定休[6]

## アクセス
- JR東日本中央本線阿佐ケ谷駅北口から徒歩5分[1]